# ميا كانغ
ميا كانغ هي عارضة صينية، ولدت في 30 ديسمبر 1988 في هونغ كونغ في الصين.

## وصلات خارجية
- الموقع الرسمي
- ميا كانغ على موقع IMDb (الإنجليزية)
- ميا كانغ على موقع قاعدة بيانات الفيلم (الإنجليزية)
- ميا كانغ على موقع كينوبويسك (الروسية)
- ميا كانغ على موقع دليل عارضات الأزياء (الإنجليزية)